# Hellegrundbach
Der Hellegrundbach ist ein 2 km langer, nordwestlicher und orographisch rechter Nebenbach der Ichte (im Oberlauf Steina, bzw. Steinaer Bach) im südlichen Harzvorland. Er fließt im niedersächsischen Landkreis Göttingen, weniger als 500 m von der Grenze zum thüringischen Landkreis Nordhausen entfernt.

## Verlauf
Der Hellegrundbach entspringt im Mackenröder Wald, der sich beim Hohensteiner Ortsteil Mackenrode ausbreitet. Seine Quelle liegt auf etwa 320 m ü. NHN und 600 m südwestlich der Wüstung Wittgerode, die sich 1,1 km westnordwestlich von Nüxei, einem Weiler im Stadtgebiet von Bad Sachsa, befindet.
Der Hellegrundbach verläuft südwestlich der Bundesstraße 243 (Abschnitt Osterhagen–Nüxei–Mackenrode) durch das Naturschutzgebiet Steingrabental – Mackenröder Wald, wo er einige Fischteiche durchfließt.
Schließlich fließt der Hellegrundbach rund 1 km südlich von Nüxei (auf etwa 248 m Höhe) in die von Norden aus dem Harz heranfließende Steina. Ab hier trägt die Steina den Namen Ichte. Ostnordöstlich des Zusammenflusses liegt der niedersächsische Steinberg (274 m), und jenseits der thüringischen Landesgrenze befinden sich der Buchenberg (320,2 m) im Westen und Mackenrode im Südosten.

## Einzugsgebiet und Zuflüsse
Das Einzugsgebiet des Hellegrundbachs ist 8,0 km² groß. Zu seinen Zuflüssen gehört ein Bach, dessen Quelle etwa 800 m südwestlich des Dorfs Osterhagen (zu Bad Lauterberg) auf der Ostflanke des Jacobsbergs (363,9 m) auf etwa 340 m Höhe liegt. Dieser fließt südostwärts auch durch das Naturschutzgebiet Steingrabental – Mackenröder Wald durch Subrosionssenken, so dass er aufgrund von Versickerungen meist trocken liegt. Seine Mündung in den Hellegrundbach liegt im Bereich obig genannter Fischteiche.

## Helmetalbahn
Den quellnahen Bereich des Hellegrundbachs und seinen vom Jakobsberg kommenden Zufluss überquerte einst die Helmetalbahn, die von Osterhagen durch die Täler beider Bäche sowie durch jene von Ichte und Helme nach Nordhausen führte. Die zweigleisig geplante Eisenbahnstrecke wurde 1944/45 durch Häftlinge des Konzentrationslagers Mittelbau-Dora erbaut und eingleisig fertiggestellt, aber mit Ende des Zweiten Weltkriegs im Mai 1945 nicht mehr in Betrieb genommen. Anschließend wurde sie aufgrund ihrer Lage an der Innerdeutschen Grenze bis 1947 vollständig abgebaut.